# Hollywood Casino Amphitheatre
Das Hollywood Casino Amphitheatre (früher:  Riverport Amphitheatre, UMB Bank Pavilion und Verizon Wireless Amphitheater) ist ein Amphitheater in Maryland Heights, Missouri, und bietet Platz für 20.000 Besucher (7.000 Sitze; 13.000 Stehplätze).

## Geschichte
Die Freiluftarena wurde für rund 12 Millionen US-Dollar errichtet und am 14. Juni 1991 mit einem Konzert von Steve Winwood eröffnet. Das Objekt befindet sich seit 1998 in Besitz von Live Nation Entertainment. Die Band Guns N’ Roses trat während ihrer Use Your Illusion Tour am 2. Juli 1991 hier auf. Das auch als Riverport Riot bekannte Konzert wurde allerdings vorzeitig beendet und es kam zu Ausschreitungen.  Der britische Rockmusiker Eric Clapton trat am 25. August 1992 im Rahmen seiner 1992 Eric Clapton World Tour hier auf.